# Atletismo na Universíada de Verão de 1963
O atletismo na Universíada de Verão de 1963 foi disputado no Estádio Olímpico Monumental, em Porto Alegre, no Brasil, entre 5 e 8 de agosto de 1963.  As provas atléticas foram disputadas por 21 países: Alemanha Ocidental, Bélgica, Brasil, Bulgária, Checoslováquia, Chile, Cuba, Espanha, França, Grã-Bretanha, Hungria, Israel, Itália, Iugoslávia, Japão, Luxemburgo, Peru, Portugal, Suíça, União Soviética e Venezuela.

## Medalhistas[2]

### Masculino
| Evento                            | Ouro                                                                       | Ouro        | Prata                                                                                  | Prata     | Bronze                                                                 | Bronze  |
| --------------------------------- | -------------------------------------------------------------------------- | ----------- | -------------------------------------------------------------------------------------- | --------- | ---------------------------------------------------------------------- | ------- |
| 100 metros detalhes               | Enrique Figuerola CUB Cuba                                                 | 10.34       | Edvin Ozolin URS União Soviética                                                       | 10.52     | Livio Berruti ITA Itália                                               | 10.56   |
| 200 metros detalhes               | Edvin Ozolin URS União Soviética                                           | 21.44       | Dick Steane GBR Grã-Bretanha                                                           | 21.55     | Livio Berruti ITA Itália                                               | 21.60   |
| 400 metros detalhes               | Adrian Metcalfe GBR Grã-Bretanha                                           | 46.75 (UR)  | Joachim Reske FRG Alemanha Ocidental                                                   | 46.92     | Jacques Pennewaert BEL Bélgica                                         | 47.02   |
| 800 metros detalhes               | Mamoru Morimoto JPN Japão                                                  | 1:48.1 (UR) | John Boulter GBR Grã-Bretanha                                                          | 1:48.6    | Norbert Haupert LUX Luxemburgo                                         | 1:49.5  |
| 1500 metros detalhes              | John Whetton GBR Grã-Bretanha                                              | 3:49.5      | Mamoru Morimoto JPN Japão                                                              | 3:49.6    | Karl Eyerkaufer FRG Alemanha Ocidental                                 | 3:49.7  |
| 5000 metros detalhes              | Leonid Ivanov URS União Soviética                                          | 14:21.4     | Béla Szekeres HUN Hungria                                                              | 14:32.0   | Ron Hill GBR Grã-Bretanha                                              | 14:43.2 |
| 110 metros com barreiras detalhes | Anatoly Mikhailov URS União Soviética                                      | 14.17 (UR)  | Giorgio Mazza ITA Itália                                                               | 14.25     | Mike Hogan GBR Grã-Bretanha                                            | 14.40   |
| 400 metros com barreiras detalhes | Roberto Frinolli ITA Itália                                                | 50.48       | Mike Hogan GBR Grã-Bretanha                                                            | 51.52     | Salvatore Morale ITA Itália                                            | 51.95   |
| 4x100 metros detalhes             | HUN Hungria Csaba Csutorás László Mihályfi István Gyulai Gyula Rábai       | 40.98 (UR)  | CUB Cuba Alejandro Pasqual Manuel Montalvo Lázaro Betancourt Enrique Figuerola         | 41.37     | FRA França Gérard Zingg Jean-Pierre Fabre Alain Roy Alain Moreaux      | 41.82   |
| 4x400 metros detalhes             | GBR Grã-Bretanha Adrian Metcalfe John Boulter Menzies Campbell Dick Steane | 3:12.02     | FRG Alemanha Ocidental Peter Hoppe Wolfgang Scholl Johannes Schmitt Hans-Joachim Reske | 3:13.02   | ITA Itália Sergio Bello Marco Busatto Mario Fraschini Roberto Frinolli | 3:13.65 |
| Salto em altura detalhes          | Valery Brumel URS União Soviética                                          | 2.15        | Mauro Bogliatto ITA Itália                                                             | 2.09 (NR) | Roberto Abugattás PER Peru                                             | 1.99    |
| Salto com vara detalhes           | Hennadiy Bleznitsov URS União Soviética                                    | 4.60 (UR)   | Alain Moreaux FRA França                                                               | 4.30      | Bernard Balastre FRA França                                            | 4.20    |
| Salto em distância detalhes       | Igor Ter-Ovanesyan URS União Soviética                                     | 7.95 (UR)   | Wolfgang Klein FRG Alemanha Ocidental                                                  | 7.70      | Carlos Díaz Martínez CUB Cuba                                          | 7.45    |
| Salto triplo detalhes             | Satoshi Shimo JPN Japão                                                    | 15.99 (UR)  | Aleksandr Zolotarev URS União Soviética                                                | 15.94     | Luis Areta ESP Espanha                                                 | 15.80   |
| Arremesso de peso detalhes        | Zsigmond Nagy HUN Hungria                                                  | 18.44 (UR)  | Mike Lindsay GBR Grã-Bretanha                                                          | 17.76     | Dietrich Urbach FRG Alemanha Ocidental                                 | 17.72   |
| Lançamento de disco detalhes      | Gaetano Dalla Pria ITA Itália                                              | 51.63       | Mike Lindsay GBR Grã-Bretanha                                                          | 51.23     | Dietrich Urbach FRG Alemanha Ocidental                                 | 51.03   |
| Lançamento de martelo detalhes    | Gennadiy Kondrashov URS União Soviética                                    | 65.76 (UR)  | Gyula Zsivótzky HUN Hungria                                                            | 65.72     | Masatoshi Wakabayashi JPN Japão                                        | 60.90   |
| Lançamento de dardo detalhes      | Jānis Lūsis URS União Soviética                                            | 79.77 (UR)  | Hermann Salomon FRG Alemanha Ocidental                                                 | 77.78     | Gergely Kulcsár HUN Hungria                                            | 77.62   |
| Decatlo detalhes                  | Manfred Pflugbeil FRG Alemanha Ocidental                                   | 6487        | Gerd Lossdörfer FRG Alemanha Ocidental                                                 | 6102      | –                                                                      |         |

### Feminino
| Evento                           | Ouro                                                                               | Ouro        | Prata                                                                          | Prata  | Bronze                                                               | Bronze |
| -------------------------------- | ---------------------------------------------------------------------------------- | ----------- | ------------------------------------------------------------------------------ | ------ | -------------------------------------------------------------------- | ------ |
| 100 metros detalhes              | Renāte Lāce URS União Soviética                                                    | 11.91       | Vera Popkova URS União Soviética                                               | 12.02  | Miguelina Cobián CUB Cuba                                            | 12.11  |
| 200 metros detalhes              | Jutta Heine FRG Alemanha Ocidental                                                 | 24.60       | Renāte Lāce URS União Soviética                                                | 24.64  | Miguelina Cobián CUB Cuba                                            | 24.74  |
| 800 metros detalhes              | Olga Kazi HUN Hungria                                                              | 2:05.9 (UR) | Antje Gleichfeldt FRG Alemanha Ocidental                                       | 2:08.2 | Joy Catling GBR Grã-Bretanha                                         | 2:10.3 |
| 80 metros com barreiras detalhes | Jutta Heine FRG Alemanha Ocidental                                                 | 10.95       | Tatyana Shchelkanova URS União Soviética                                       | 11.01  | Alla Chernisheva URS União Soviética                                 | 11.10  |
| 4x100 metros detalhes            | URS União Soviética Alla Chernyshova Renāte Lāce Vera Popkova Tatyana Shchelkanova | 46.5        | FRG Alemanha Ocidental Bärbel Palmi Antje Gleichfeld Elke Masnfeld Jutta Heine | 47.5   | CUB Cuba Irene Martìnez Fulgencia Romay Norma Pérez Miguelina Cobián | 47.5   |
| Salto em altura detalhes         | Taisia Chenchik URS União Soviética                                                | 1.72        | Susan Dennler GBR Grã-Bretanha                                                 | 1.67   | Heidemarie Hummel FRG Alemanha Ocidental                             | 1.65   |
| Salto em distância detalhes      | Tatyana Shchelkanova URS União Soviética                                           | 6.48 (UR)   | Vlasta Přikrylová TCH Checoslováquia                                           | 5.71   | Bärbel Palmié FRG Alemanha Ocidental                                 | 5.63   |
| Arremesso de peso detalhes       | Tamara Press URS União Soviética                                                   | 17.29 (UR)  | Judit Bognár HUN Hungria                                                       | 15.47  | Jolán Kleiber-Kontsek HUN Hungria                                    | 14.75  |
| Lançamento de disco detalhes     | Tamara Press URS União Soviética                                                   | 55.90       | Jolán Kleiber-Kontsek HUN Hungria                                              | 50.92  | Judit Bognár HUN Hungria                                             | 49.73  |
| Lançamento de dardo detalhes     | Almut Brömmel FRG Alemanha Ocidental                                               | 49.61       | Elvira Ozolina URS União Soviética                                             | 47.00  | Barbara Decker FRG Alemanha Ocidental                                | 43.91  |

Legenda
| Recorde mundial        | Recorde mundial (World record)               |                       | Recorde africano                      | Recorde africano (African) |                                           | Q | Classificado por posição (Qualified) |
| Recorde da Universíada | Recorde da Universíada (Universiade record)  | Recorde da América    | Recorde da América (Americas)         | q                          | Classificado por melhor tempo (Qualified) |   |                                      |
| Melhor marca do ano    | Melhor marca do ano (World leading)          | Recorde asiático      | Recorde asiático (Asian)              | DNS                        | Não largou (Did not start)                |   |                                      |
| Recorde nacional       | Recorde nacional (National record)           | Recorde europeu       | Recorde europeu (European)            | DNF                        | Não terminou (Did not finish)             |   |                                      |
| Recorde pessoal        | Recorde pessoal do atleta (Personal best)    | Recorde da Oceania    | Recorde da Oceania (Oceania)          | DSQ / DQ                   | Desclassificado (Disqualified)            |   |                                      |
| Recorde da temporada   | Recorde da temporada do atleta (Season best) | Recorde sul-americano | Recorde sul-americano (South America) | NM                         | Sem marca (No mark)                       |   |                                      |

## Quadro de medalhas
| Ordem | País                   | Medalha de ouro | Medalha de prata | Medalha de bronze |    |
| ----- | ---------------------- | --------------- | ---------------- | ----------------- | -- |
| 1     | URS União Soviética    | 14              | 6                | 1                 | 21 |
| 2     | FRG Alemanha Ocidental | 4               | 7                | 6                 | 17 |
| 3     | GBR Grã-Bretanha       | 3               | 6                | 3                 | 12 |
| 4     | HUN Hungria            | 3               | 4                | 3                 | 10 |
| 5     | ITA Itália             | 2               | 2                | 4                 | 8  |
| 6     | JPN Japão              | 2               | 1                | 1                 | 4  |
| 7     | CUB Cuba               | 1               | 1                | 4                 | 6  |
| 8     | FRA França             |                 | 1                | 2                 | 3  |
| 9     | TCH Checoslováquia     |                 | 1                |                   | 1  |
| 10    | BEL Bélgica            |                 |                  | 1                 | 1  |
| 10    | ESP Espanha            |                 |                  | 1                 | 1  |
| 10    | LUX Luxemburgo         |                 |                  | 1                 | 1  |
| 10    | PER Peru               |                 |                  | 1                 | 1  |
|       | Total                  | 29              | 29               | 28                | 86 |